# Parapalystes
Parapalystes is een geslacht van spinnen uit de  familie van de Sparassidae (jachtkrabspinnen).

## Soorten
- Parapalystes cultrifer (Pocock, 1900)
- Parapalystes euphorbiae Croeser, 1996
- Parapalystes lycosinus (Pocock, 1900)
- Parapalystes megacephalus (C. L. Koch, 1845)
- Parapalystes whiteae (Pocock, 1902)